# Specie di Malaxis
Elenco delle specie di Malaxis:

## A
- Malaxis abieticola Salazar & Soto Arenas, 2001
- Malaxis acianthoides (Schltr.) Ames, 1922
- Malaxis adenotropa R.González, Lizb.Hern. & E.Ramírez, 2008
- Malaxis adolphii (Schltr.) Ames, 1922
- Malaxis alamaganensis S.Kobay., 1994
- Malaxis alvaroi García-Cruz, 1998
- Malaxis andersoniana R.González, 2003
- Malaxis andicola (Ridl.) Kuntze, 1891
- Malaxis apiculata Dod, 1986
- Malaxis arboricola P.O'Byrne, 2001
- Malaxis aurea Ames, 1923
- Malaxis auriculata P.O'Byrne & J.J.Verm., 2006

## B
- Malaxis bayardii Fernald, 1936
- Malaxis boliviana (Schltr.) Ames, 1925
- Malaxis boninensis (Koidz.) K.Nackej., 1975
- Malaxis brachyrrhynchos (Rchb.f.) Ames, 1922
- Malaxis brachystachys (Rchb.f.) Kuntze, 1891
- Malaxis brevis Dressler, 2003
- Malaxis buchtienii (Schltr.) Christenson, 1996
- Malaxis bulusanensis Ames, 1923

## C
- Malaxis cardiophylla (Rchb.f.) Kuntze, 1891
- Malaxis carlos-parrae Szlach. & Kolan.
- Malaxis carnosa (Kunth) C.Schweinf., 1941
- Malaxis casillasii R.González, 1997
- Malaxis chevalieri Summerh., 1934
- Malaxis chiarae R.González, Lizb.Hern. & E.Ramírez, 2008
- Malaxis chica Todzia, 1995
- Malaxis cipoensis F.Barros, 1996
- Malaxis cobanensis Archila, Szlach. & Chiron
- Malaxis cogniauxiana (Schltr.) Pabst, 1967
- Malaxis contrerasii R.González, 1999
- Malaxis cordilabia Portalet
- Malaxis crispata (Lindl.) Ames, 1922
- Malaxis crispifolia (Rchb.f.) Kuntze, 1891
- Malaxis cumbensis Dodson, 1994

## D

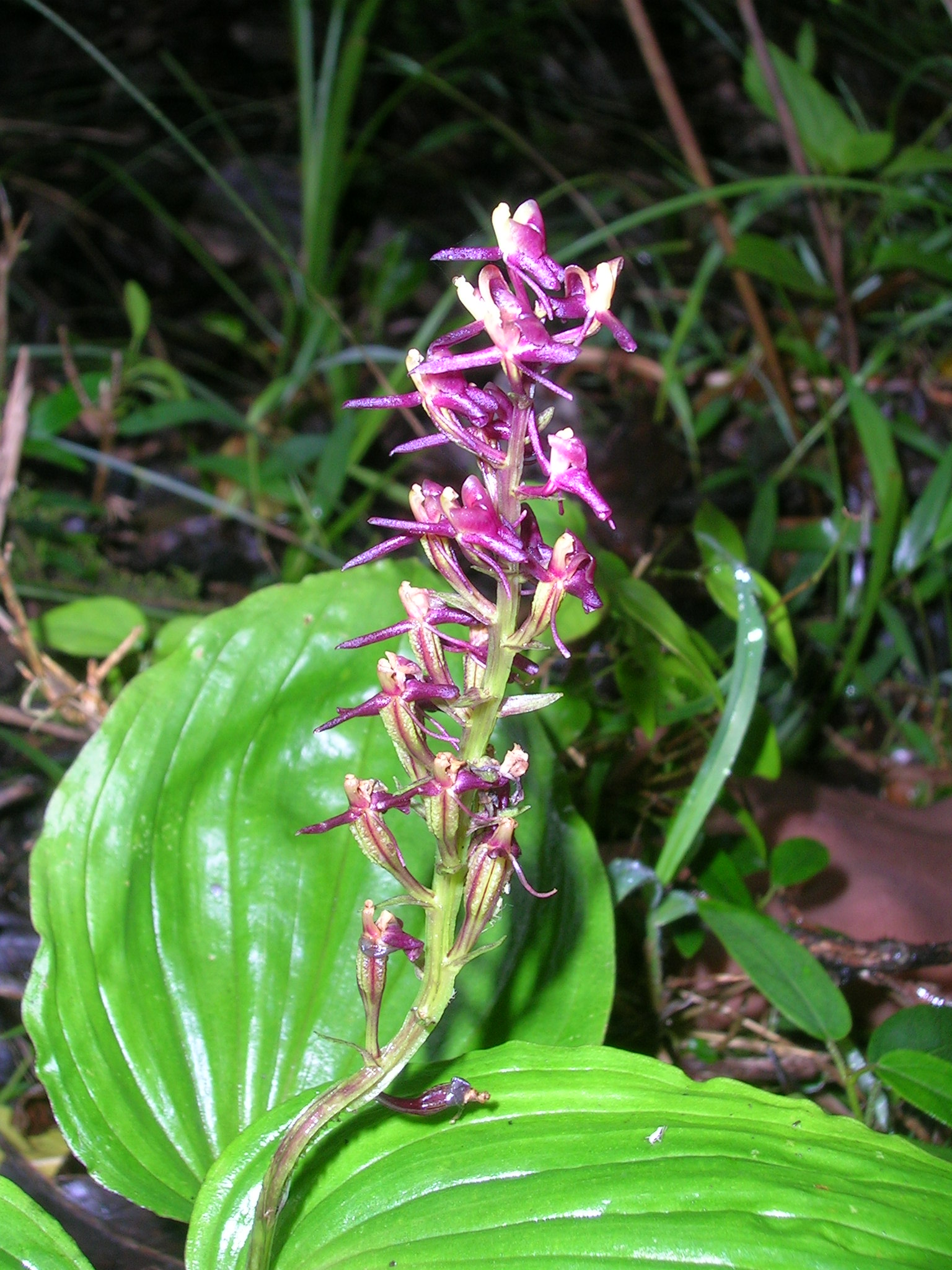
Malaxis densiflora

- Malaxis densiflora (A.Rich.) Kuntze, 1891
- Malaxis discolor (Lindl.) Kuntze, 1891
- Malaxis dodii Acev.-Rodr. & Ackerman, 2012
- Malaxis dolpensis M.R.Shrestha, L.R.Shakya & Ghimire, 2007
- Malaxis domingensis Ames, 1922

## E
- Malaxis elliptica A.Rich. & Galeotti
- Malaxis elviae R.González, 2003
- Malaxis espejoi R.González, Lizb.Hern. & E.Ramírez, 2008
- Malaxis excavata (Lindl.) Kuntze, 1891

## F
- Malaxis fastigiata (Rchb.f.) Kuntze, 1891

## G
- Malaxis greenwoodiana Salazar & Soto Arenas, 1990

## H
- Malaxis hagsateri Salazar, 1990

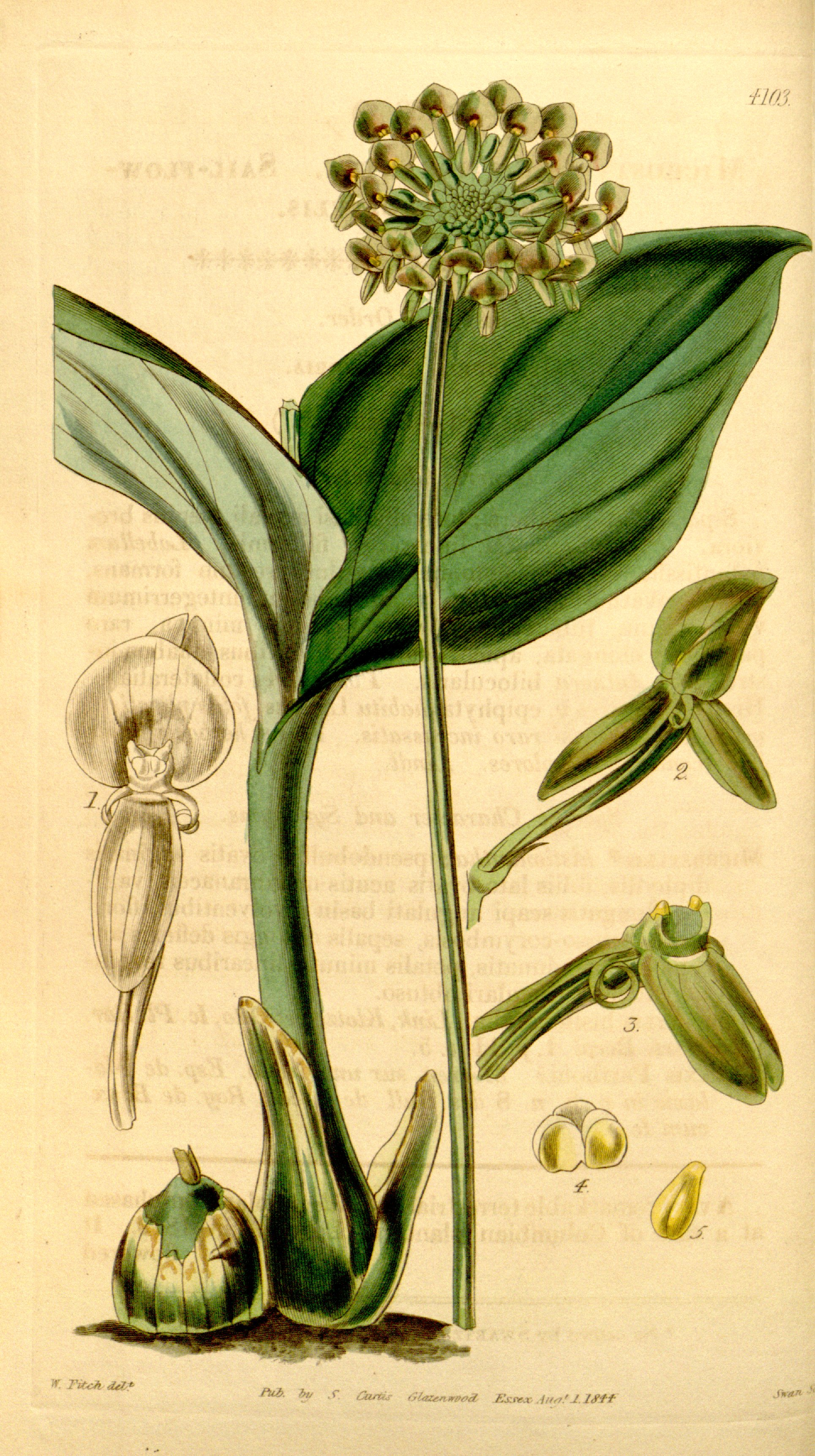
Malaxis histionantha

- Malaxis hieronymi (Cogn.) L.O.Williams, 1939
- Malaxis hispaniolae (Schltr.) L.O.Williams, 1942
- Malaxis histionantha (Link) Garay & Dunst., 1976
- Malaxis hoppii (Schltr.) Løjtnant, 1977

## I
- Malaxis insperata Dressler, 2003
- Malaxis intermedia (A.Rich.) Seidenf., 1978
- Malaxis irmae Radins & Salazar
- Malaxis iwashinae T.Yukawa & T.Hashim., 1998

## J
- Malaxis jaraguae (Hoehne & Schltr.) Pabst, 1967
- Malaxis javesiae (Rchb.f.) Ames, 1922
- Malaxis johniana (Schltr.) Foldats, 1959
- Malaxis juventudensis Marg.

## K
- Malaxis katangensis Summerh., 1951

## L
- Malaxis labrosa (Rchb.f.) Acuña, 1939
- Malaxis lagotis (Rchb.f.) Kuntze, 1891
- Malaxis leonardii Ames, 1922
- Malaxis lepanthiflora (Schltr.) Ames, 1922
- Malaxis lepidota (Finet) Ames, 1922
- Malaxis licatae Carnevali & I.Ramírez, 1998
- Malaxis lizbethiae R.González, Lizb.Hern. & E.Ramírez, 2008
- Malaxis lobulata L.O.Williams, 1939
- Malaxis longipedunculata Ames, Philipp. J. Sci., 1914
- Malaxis luceroana R.González, 1992
- Malaxis lyonnetii Salazar, 1997

## M

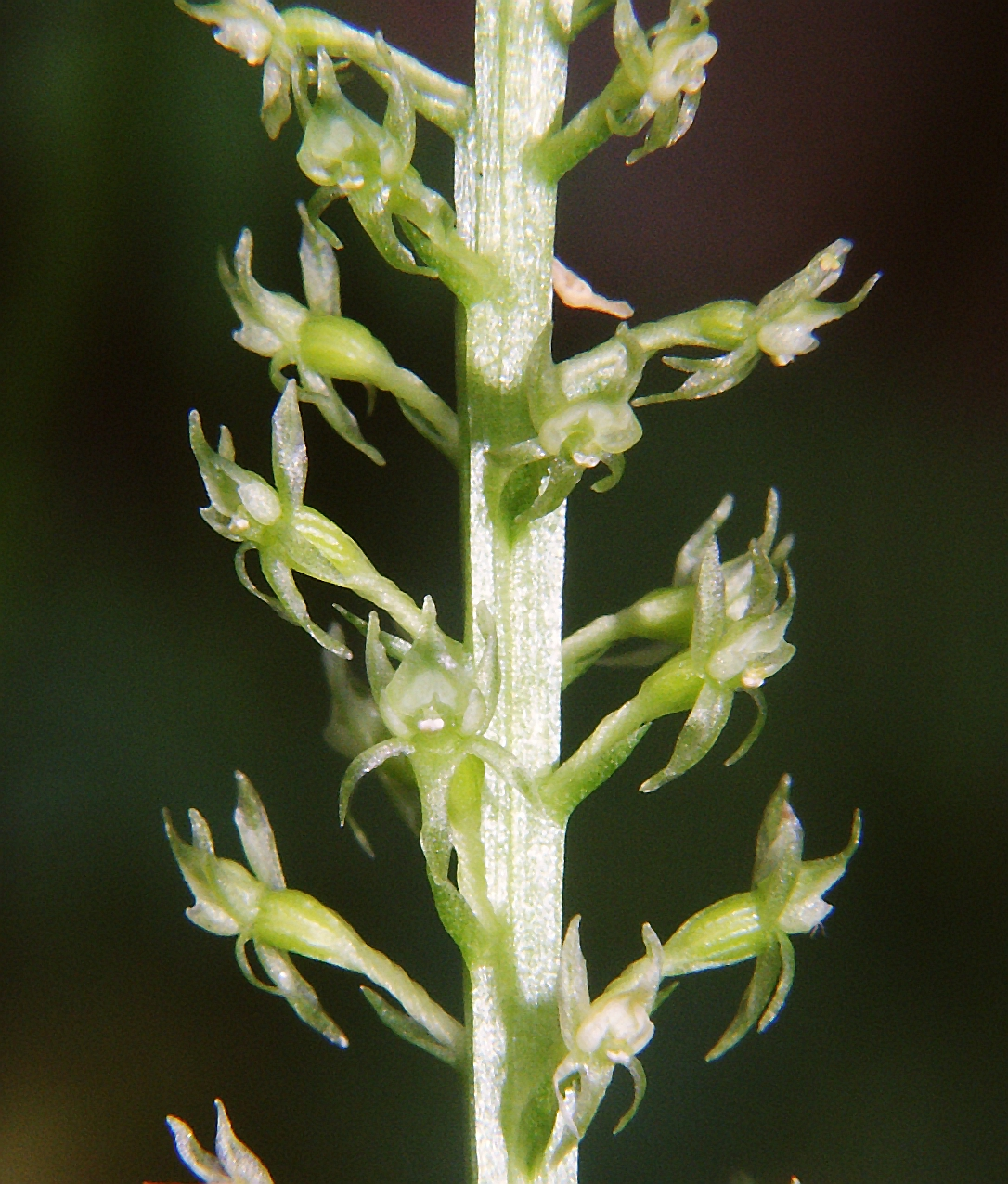
Malaxis monophyllos

- Malaxis maclaudii (Finet) Summerh., 1934
- Malaxis macrostachya (Lex.) Kuntze, 1891
- Malaxis macvaughiana R.González, Lizb.Hern. & E.Ramírez, 2008
- Malaxis maguirei C.Schweinf.
- Malaxis maianthemifolia Cham. & Schltdl., 1831
- Malaxis major (Rchb.f.) León ex A.D.Hawkes, 1950
- Malaxis maianthemifolia Schltdl. & Cham.
- Malaxis malipoensis Y.F.Meng, A.Q.Hu & F.W.Xing
- Malaxis mandonii (Rchb.f.) Marg.
- Malaxis marthaleidae R.González, Lizb.Hern. & E.Ramírez, 2008
- Malaxis martinezii R.González, 1991
- Malaxis massonii (Ridl.) Kuntze, 1891
- Malaxis maxonii Ames, 1923
- Malaxis medinae Carnevali & Nog.-Sav., 2008
- Malaxis melanotoessa Summerh., 1934
- Malaxis micheliana R.González, Lizb.Hern. & E.Ramírez, 2008
- Malaxis mixta (Schltr.) R.Vásquez
- Malaxis molotensis Salazar & de Santiago, 2007
- Malaxis monophyllos (L.) Sw., 1800)
- Malaxis monsviridis Dressler, 1995
- Malaxis moritzii (Ridl.) Kuntze, 1891
- Malaxis mucronulata (Schltr.) P.Ortiz, 1995
- Malaxis muscifera (Lindl.) Kuntze, 1891
- Malaxis myurus (Lindl.) Kuntze, 1891

## N
- Malaxis nana C.Schweinf., 1938
- Malaxis nelsonii Ames, 1908
- Malaxis nidiae Carnevali & I.Ramírez, 1998
- Malaxis novogaliciana R.González ex McVaugh, 1985

## O
- Malaxis ochreata (S.Watson) Ames, 1922

## P
- Malaxis pabstii (Schltr.) Pabst, 1967
- Malaxis padilliana L.O.Williams, 1939
- Malaxis panamensis Kolan.
- Malaxis pandurata (Schltr.) Ames, 1922
- Malaxis parthoni C.Morren, 1839
- Malaxis perezii R.González, 1997
- Malaxis physuroides (Schltr.) Summerh., 1954
- Malaxis pittieri (Schltr.) Ames, 1922
- Malaxis pringlei (S.Watson) Ames, 1922
- Malaxis prorepens (Kraenzl.) Summerh., 1934
- Malaxis pubescens (Lindl.) Kuntze, 1891
- Malaxis pusilla Ames & C.Schweinf., 1925

## Q
- Malaxis quadrata L.O.Williams, 1938

## R
- Malaxis reichenbachiana (Schltr.) L.O.Williams, 1938
- Malaxis rheedeana J.M.H.Shaw
- Malaxis ribana Espejo & López-Ferr., 2002
- Malaxis risaraldana Szlach. & Kolan.
- Malaxis roblesgiliana R.González, 2000
- Malaxis rodrigueziana R.González, 1994
- Malaxis rosei Ames, 1922
- Malaxis rosilloi R.González & E.W.Greenw., 1984
- Malaxis rositae R.González, Lizb.Hern. & E.Ramírez, 2008
- Malaxis rostratula Dressler, 2003
- Malaxis ruizii R.González, 1992
- Malaxis rupestris (Poepp. & Endl.) Kuntze, 1891
- Malaxis rzedowskiana R.González, 2001

## S
- Malaxis schliebenii (Mansf.) Summerh., 1952
- Malaxis schneideri (Szlach. & Kolan.) J.M.H.Shaw
- Malaxis seramica (J.J.Sm.) S.Thomas, 2002
- Malaxis seychellarum (Kraenzl.) Summerh., 1954
- Malaxis sibundoyensis Kolan., Medina Tr. & Szlach.
- Malaxis simillima (Rchb.f.) Kuntze, 1891
- Malaxis sneidernii (Garay) P.Ortiz, 1991
- Malaxis sodiroi (Schltr.) Dodson, 1989
- Malaxis spicata Sw., 1788
- Malaxis steyermarkii Correll, 1948
- Malaxis streptopetala (B.L.Rob. & Greenm.) Ames, 1922
- Malaxis subtilis Aver.
- Malaxis sulamadahensis (J.J.Sm.) S.Thomas, 2002

## T
- Malaxis talamancana Dressler, 1995
- Malaxis talaudensis (J.J.Sm.) S.Thomas, 2002
- Malaxis tamayoana Garay & W.Kittr., 1985
- Malaxis tamurensis Tuyama, 1966
- Malaxis tepicana Ames, 1922
- Malaxis tequilensis R.González, Lizb.Hern. & E.Ramírez., 2008
- Malaxis termensis (Kraenzl.) C.Schweinf., 1941
- Malaxis thienii Dodson, 1994
- Malaxis thwaitesii Bennet, 1982
- Malaxis tonduzii (Schltr.) Ames, 1922
- Malaxis triangularis Dressler, 2003
- Malaxis tridentula (Schltr.) Christenson, 1996
- Malaxis trigonopetala (J.J.Sm.) S.Thomas, 2002

## U

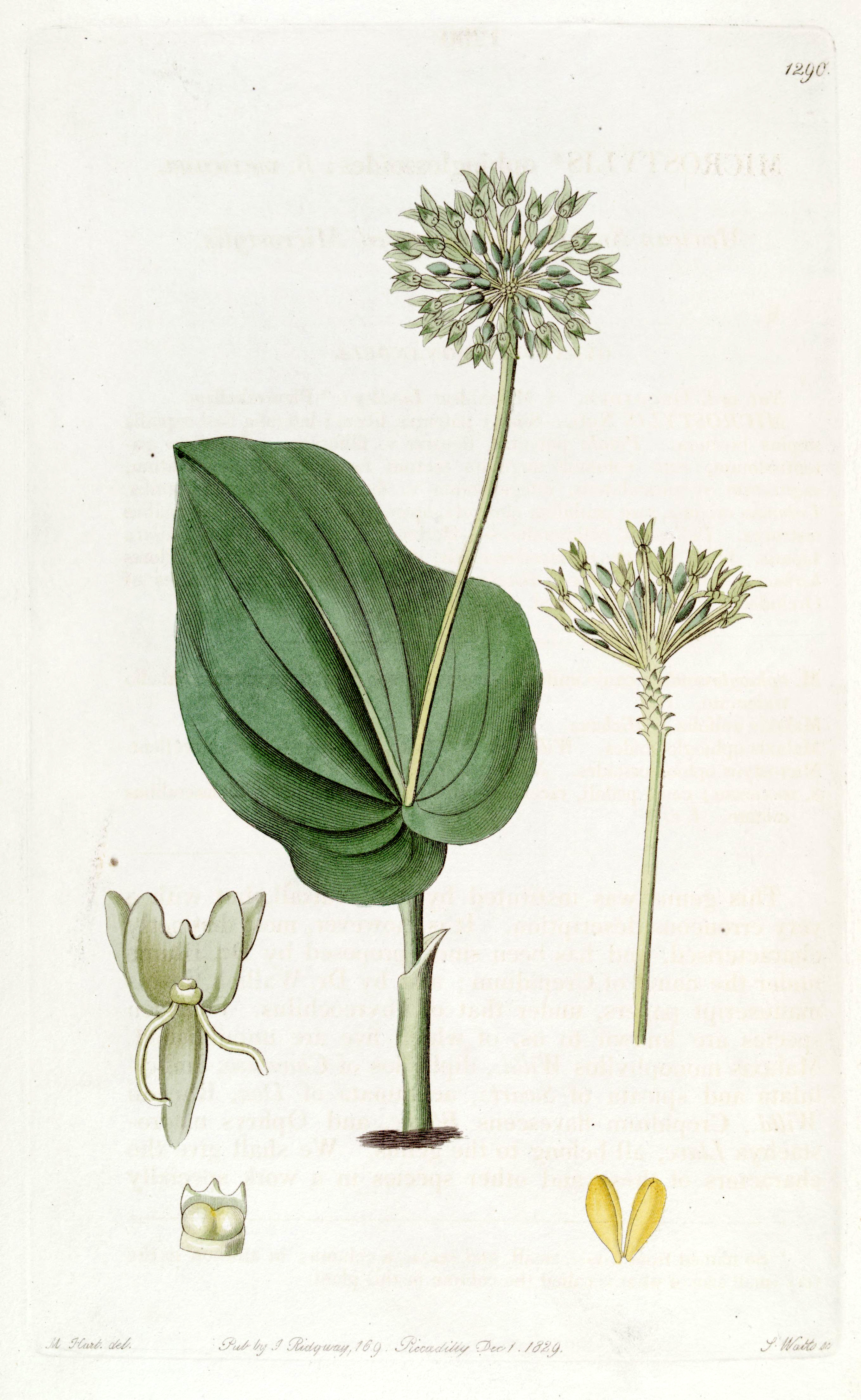
Malaxis unifolia

- Malaxis umbelliflora Sw., 1788
- Malaxis unifolia Michx., 1803
- Malaxis urbana E.W.Greenw., 1992

## V
- Malaxis ventilabrum (Rchb.f.) Kuntze, 1891
- Malaxis ventricosa (Poepp. & Endl.) Kuntze, 1891

## W
- Malaxis warmingii (Rchb.f.) Kuntze, 1891
- Malaxis weddellii (Finet) R.Vásquez
- Malaxis welwitschii (Rchb.f.) ined..
- Malaxis wercklei (Schltr.) Ames, 1922
- Malaxis woodsonii L.O.Williams, 1939

## X
- Malaxis xerophila Salazar & L.I.Cabrera, 2001

## Y
- Malaxis yanganensis Dodson, 1994

## Z
- Malaxis zempoalensis López-Ferr. & Espejo, 2009